# Литл-Шелфорд
Литл-Шелфорд (англ. Little Shelford, Малый Шелфорд) — деревня к югу от Кембриджа, в Кембриджшире, в восточной Англии. Река Гранта протекает между ней и более крупной деревней Грейт-Шелфорд (англ. Great Shelford). Обе деревни обслуживаются железнодорожной станцией Шелфорд, которая лежит на пути ведущем из Кембриджа в Лондон на вокзал Ливерпуль-стрит. В деревне есть один паб, The Navigator, расположенный на Хай-стрит.

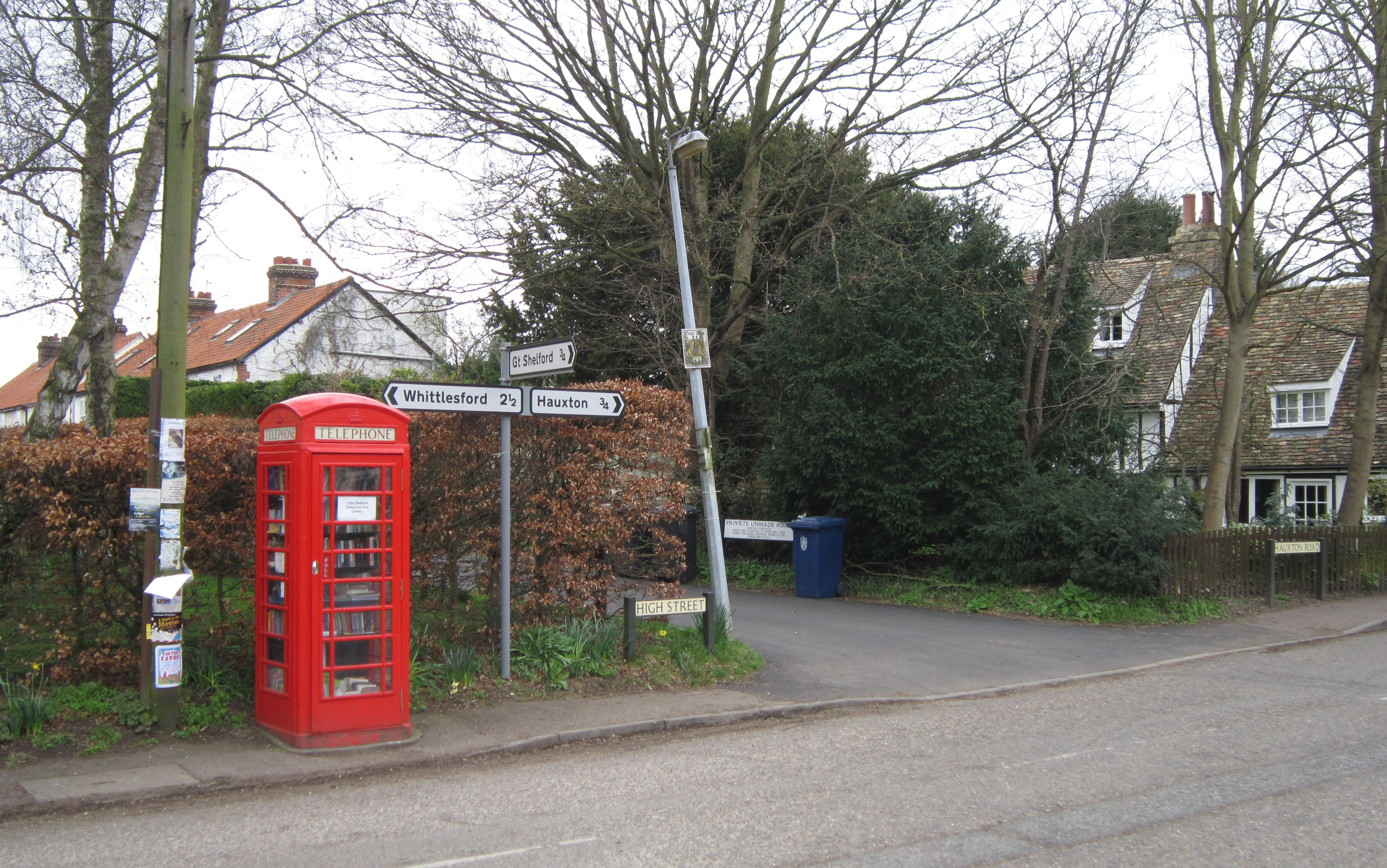
Библиотека внутри красной телефонной будки на Хай-стрит

Поселение расположено в основном в низине. С запада оно ограничивается автомагистралью M11 и полями, а с востока — реками Кам и Гранта. Наивысшая точка — холм Кланч-Пит высотой 31 метр.

## Церковь и знаменитые фамилии
Деревенская церковь Всех святых стоит у перекрёстка с тринадцатью липами и древним меркат-кроссом. Он датируется донормандским временем и является одним из старейших в регионе. На камнях вырезано саксское плетение ниже маленького окна в нормандском стиле, резной надгробный камень, который мог быть саксским, и в часовне есть ещё четыре камня, которые вероятно нормандские, как и странное животное с человеческими руками, подпирающее арку хора XIII века. Сам хор относится к XIV веку. Маленькая ризница, в которую ведёт древняя дверь в богато украшенной арке, относится к XV веку и имеет три углубления под умывальники в подоконнике. Дубовая кафедра с арками относится в яковианской эпохе. Купели, как и невысокому церковному шпилю, насчитывается 600 лет.

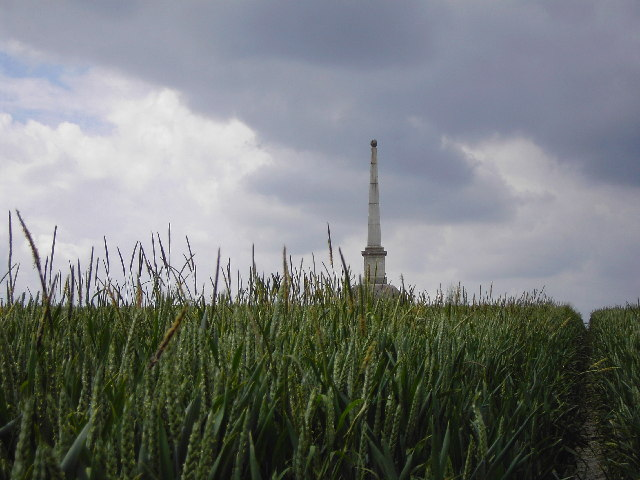
Монумент Грегори Уэйла

На конюшне есть герб семьи де Фревилль, владельцев здешнего поместья, на часовне (три верхние ступени) XV века в котором есть изящный каменный орнамент на его чаше и навес над фигурой святого, с фрагментами старого стекла в её окнах. Некоторые из де Фревиллей, кто умер до того как их часовня была построена, изображены в алтаре в камне и бронзе. Алебастровое изваяние сэра Джона де Фревилля в образе рыцаря с надписью на нормандско-французском языке установлено здесь с начала 14 века, а с конца 14 века установлены бронзовые статуи Роберта и Кларисии, держащихся за руки, с грейхаундом и двумя псами у их ног. Бронзовые изваяния их сына Томаса, держащего свою жену за руку, относятся к 1405 году.
Джон Кейт, пастор 15 века, также имеет изящный бронзовый портрет.
Три мемориальных таблички посвящены генералу Чарльзу Уэйлу, участнику многих сражений скончавшемуся в Литл-Шелфорде в 1848 году, его сыну, погибшему во время восстания в Лакхнау, и его восьмерым внукам и правнукам оставившим свои жизни на полях сражений Первой мировой войны. С Литл-Шелфордом также связаны другие известные представители фамилии: Томас Уэйл, Грегори Уэйл и Генри Чарльз Уэйл. Монумент Грегори Уэйлу можно увидеть на холме Сент-Маргаретс Маунт к западу от деревни.
Церковь на сегодня успешно сочетает в своих богослужениях традиции низкой церкви и евангельского христианства.

## Местность
Сохранилось поместье де Фревиллей. Один из многих скрытых путей открывает прошлое поместья и фермы, где река несёт свои воды через лес и зимородки стремительно проносятся над древней мельничной запрудой.
Детская писательница Филиппа Пирс в своих произведениях переименовала деревню в Литл-Берли, Грейт-Шелфорд в Грейт-Берли, река Кам, протекающая через район, стала рекой Сей, Кембридж переименован Каслфорд, соответственно изменено и название университета. Эти названия используются во многих её книгах, наиболее известными из которых являются «Рыбёшка в Сей» (Minnow on the Say, 1955) и «Полночный сад Тома» (Tom’s Midnight Garden, 1958).